# Burmogramma liui
Burmogramma liui  (лат.) — вид вымерших насекомых из монотипического рода Burmogramma, живших в раннем сеномане позднего мелового периода. Были обнаружены в бирманском янтаре. Описан по четырём голотипам самок, и по одному голотипу самца.

## Описание
Приставка в родовом названии "Burmo" отсылает на то, что данный вид был обнаружен в Мьянме, и суффикс "gramma" — часто добавляется в родовые названия представителей семейства каллиграмматид. Видовое название дано в честь собирателя растений Хаоиня Люи. Длина переднеспинки немного больше, чем ширина. Переднее и заднее крылья широко субтреугольные с круглым дистальным краем, оба с хорошо развитым глазковым пятном посередине; по дистальному краю имеются трихозоры; нигмы отсутствуют; костальное пространство передних крыльев с межлинковыми прожилками; RP с 17—18 первичными ветвями; MA проксимально отделяется от RP и лишь с несколькими короткими ответвлениями дистально; MP гребенчато-ветвистая, занимает широкое субтреугольное поле, с 5—6 первичными ветвями; анальное пространство относительно широкое, А1 густо и гребенчато разветвлено; сигмовидный стебель заднего крыла МА отсутствует. Новый род несомненно относится к Cretanallachiinae на основании двугребешковых усиков самца, сифонатного ротового аппарата и 9-го тергума самки с парой крупных задневентральных лопастей. Отличается от других родов Cretanallachiinae относительно крупными размерами тела, наличием отчетливых глазчатых пятен как на переднем, так и на заднем крыле и более широкое поле MP с 5-6 первичными ветвями.

### Самец

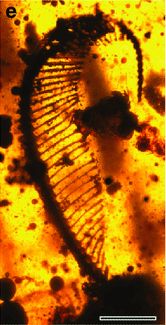
Усик

Длина тела 12,00 мм; длина переднего крыла 26,0 мм, длина заднего крыла 25,1 мм. Антенна двугребешковая. Ротовой аппарат сифоновый; верхняя губа короткая, медиально слабо вогнутая; мандибулы отсутствуют; максилла с тонко удлиненной, голой, лопастной лопастью, верхнечелюстные щупики пятичлениковые, значительно длиннее галеи, 5 щупиков немного длиннее каждого из остальных щупиков; губа с парой удлиненных, тонких, голых и дистально заостренных язычков, лабиальные щупики трехчлениковые, длиннее язычка, 2 пальпомеров почти равны по длине общей длине остальных язычков. Переднеспинка короткая, немного шире длины; среднегрудь и заднегрудь крепкие, среднегрудь в 1,6 раза длиннее заднегруди. Ноги стройные, с некоторыми остистыми щетинками на голенях; тазик и вертлуг короткие, бедро немного короче голени; лапка 5-члениковая.

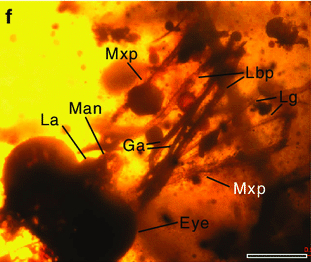
Голова и ротовой аппарат

#### Переднее крыло
Широко субтреугольные, с закругленным дистальным краем. По дистальному краю имеются трихозоры. Нигмы отсутствуют. Глазчатое пятно буровато-округлое, расположено дистальнее середины крыла, с одним крупным непигментированным пятном и несколькими мелкими непигментированными пятнами вдоль дистального края глазного пятна. Почти круглая маркировка вокруг глазного пятна. Костное пространство широкое. В 5,0 раз больше ширины субкостального пространства, слегка сужен к вершине крыла. Реберные поперечные жилки наклонены и в основном раздвоены у реберного края, среди них много связующих жилок. Подреберье немного уже, чем пространство RA, и в обеих областях имеется около 50 широко расставленных поперечных жилок. SCP и RA не слились друг с другом. RP с 18 первичными ветвями; каждая ветвь идет прямолинейно и всего с несколькими короткими ветвями дистально. MA отделяется от RP, дистально всего с несколькими короткими ответвлениями. MP гребенчато разветвленный с проксимального положения, с 5-6 первичными ветвями, образующими широкое субтреугольное поле. CuA и CuP расходятся проксимально к начальной точке ветвления MP, почти параллельны друг другу на проксимальной половине, CuA с несколькими короткими ветвями дистально, CuP глубоко и гребенчато разветвленными, с более густыми ветвями, чем у CuA. Анальное пространство относительно широкое, по крайней мере, А1 и А2 густо разветвлены. Поперечные жилки в целом многочисленные, плотно расположенные друг с другом; наружная градуированная серия поперечных жилок отсутствует. 

#### Заднее крыло
Широко субтреугольное, с закругленным дистальным краем; переднедистальная часть менее развита, чем переднее крыло. Жилкование крыла в целом такое же, как и на переднем крыле. Сигмовидный стержень МА не обнаружен, вероятно, отсутствует. Мужские половые сегменты не сохранились.

### Самка

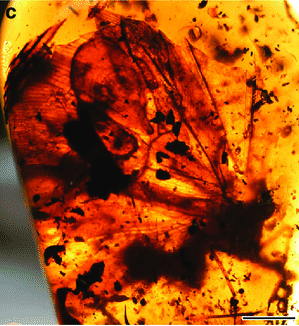
Тело самки

Переднее крыло длиной ~32,0 мм, заднее чуть короче переднего, длиной ~30,5 мм. Антенны монилиформные. Ротовые органы сифонируют. Переднеспинка короткая, немного шире длины; среднегрудь и заднегрудь крепкие, среднегрудь в ~1.6 раза больше длины заднегруди. Ноги тонкие, на голенях имеется несколько шиповатых щетинок; тазик и вертлуг короткие, бедро немного короче голени; лапка 5-члениковая, с плавно укороченными 1—5 члениками членика; pretarsus с парой тонких коготков и коротким аролиумом с парными шипистыми щетинками. Характер крыльев в целом такой же, как у самца.

#### Гениталии
9-й тергум двулопастный дорсовентрально; спинная часть медиально разделена узким продольным швом; вентральная часть сильно выдается назад, образуя пару лопастей створки, слегка изогнутых дорсально. Гонококситы 9 почти не видны, вероятно, окружены вентральными частями тергума 9. Эктопрокты парные, проксимально в значительной степени сросшиеся с дорсальной частью тергума 9; Яйцевидные каллюсные церки имеются, отчетливо выступающие.

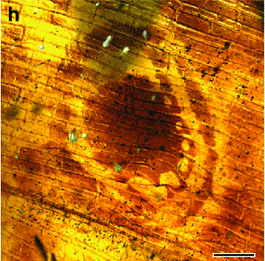
Глазчатое пятно самки

## См.также
- Fiaponeura penghiani